# Grande Côte
Grande Côte - odcinek afrykańskiego wybrzeża Oceanu Atlantyckiego między Półwyspem Zielonego Przylądka a ujściem rzeki Senegal w Senegalu. Na południowym krańcu wybrzeża położone jest miasto Malika, a na północy wybrzeże sięga okolic Saint Louis.
Wzdłuż całego odcinka wybrzeża ciągną się piaszczyste plaże. W odróżnieniu od położonego dalej na południe Petite Côte istnieje tu niewiele dużych miast (wyjątek stanowią Kayar i Mboro).
Odcinek wybrzeża Grande Côte jest stosunkowo bogaty w minerały, zwłaszcza cyrkon, którego pokaźne złoża zostały niedawno odryte.